# Primula flabellifera
Primula flabellifera är en viveväxtart som beskrevs av William Wright Smith. Primula flabellifera ingår i släktet vivor, och familjen viveväxter. Inga underarter finns listade i Catalogue of Life.